# Rivolte federaliste
Le rivolte federaliste sono state sommosse scoppiate dal 2 giugno al dicembre 1793 nelle province francesi, dopo le "Giornate del 31 maggio e 2 giugno 1793", durante la Rivoluzione francese, con l'eliminazione dei Girondini dalla Convenzione Nazionale.